# Pałac w Tomicach
Pałac w Tomicach – zabytkowy pałac w Tomicach – wsi w Polsce, w województwie dolnośląskim, w powiecie ząbkowickim, w gminie Ciepłowody.

## Historia
Piętrowy pałac wybudowany w XVIII w. w stylu późnobarokowym na rzucie litery L; kryty dachem naczółkowym z wolimi oczami. 
Obiekt jest częścią zespołu pałacowego, w skład którego wchodzi jeszcze park.

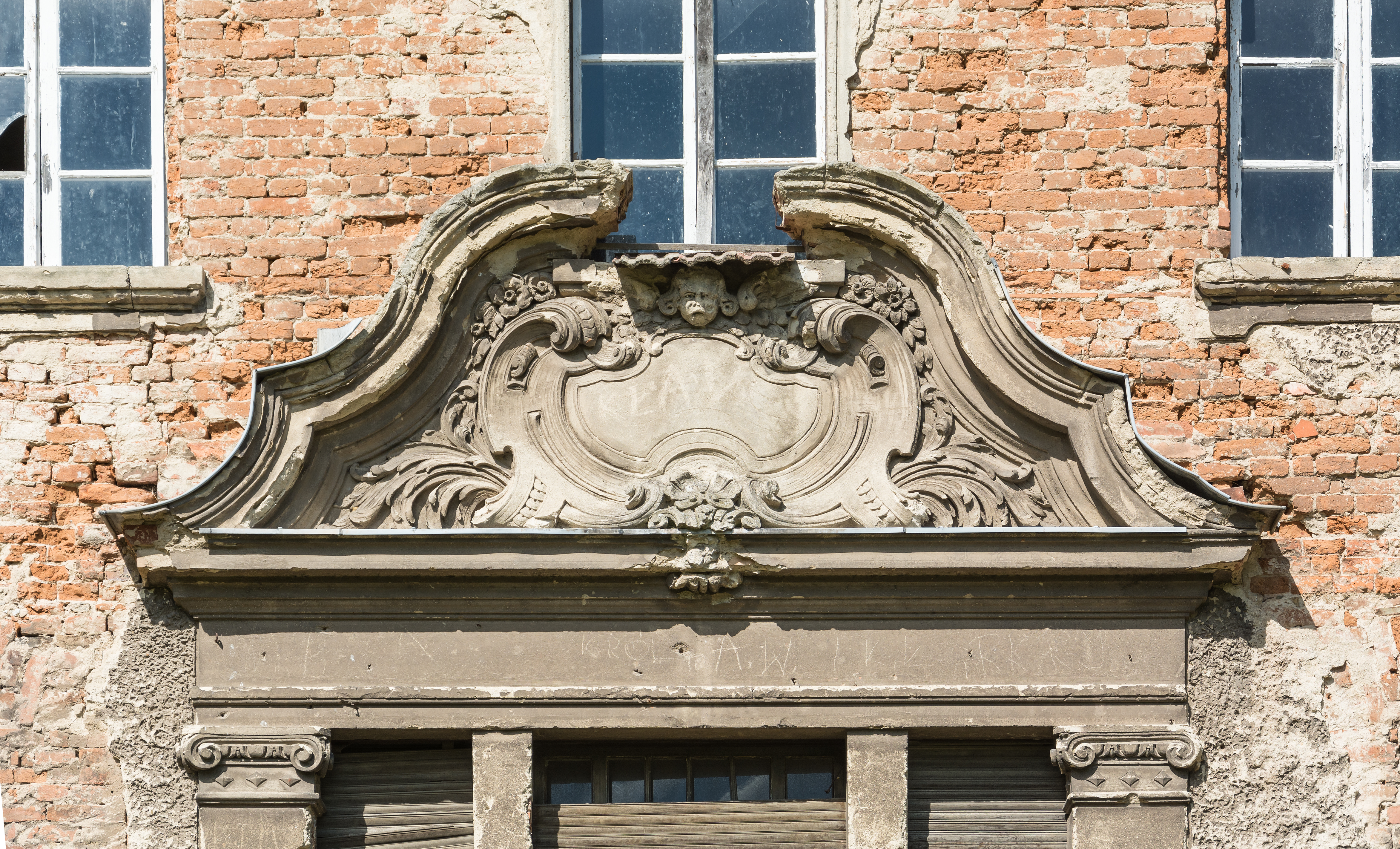
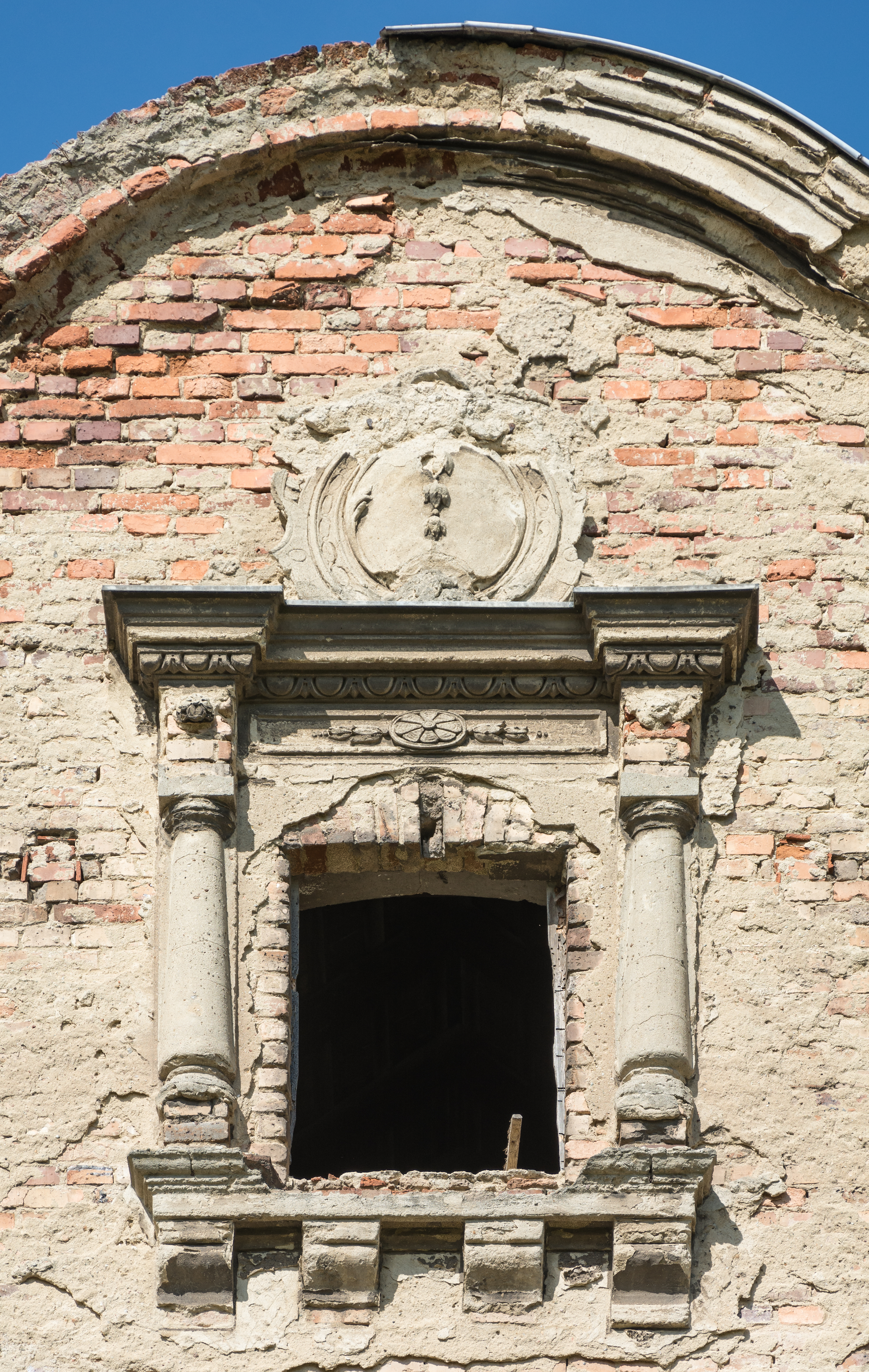